# Ana Maria Lucas
Ana Maria Lucas (Lisboa, 15 de Abril de 1949) é uma atriz e apresentadora portuguesa. 
Foi Miss Portugal em 1969, disputando o concurso de Miss Universo em 1970. E, ainda, apresentadora do Festival RTP da Canção 1971, realizado a 11 de fevereiro de 1971 no Teatro Tivoli, em Lisboa.
Foi casada com o cantor, ator e arquitecto Carlos Mendes, de quem teve dois filhos: Francisco Mendes, apresentador de televisão e cantor, e Miguel Mendes. Na sua juventude, estudou na Escola Comercial Patrício Prazeres.
Participou no reality show Quinta das Celebridades em 2004 na TVI.

## Televisão

### Como Atriz
- Passerelle RTP 1988 'Susana'
- Os Lobos RTP 1998/1999 'Celeste'
- Super Pai TVI 2001 'Nicha'
- Fúria de Viver SIC 2002
- Um Estranho em Casa RTP 2002 'Natacha Melo e Sousa'
- O Último Beijo TVI 2002 'Clotilde'
- Floribella SIC 2007
- Aqui Não Há Quem Viva SIC 2006/2008 'Madalena Martins'

| Precedido por Maria Fernanda e Carlos Cruz | Apresentadores do Festival RTP da Canção 1970 (com Henrique Mendes) | Sucedido por Alice Cruz e Carlos Cruz |